# Pljakovo
Pljakovo (cyr. Пљаково) – wieś w Serbii, w okręgu toplickim, w gminie Kuršumlija. W 2011 roku liczyła 58 mieszkańców.